# Lars Levi Læstadius
 (novembre 2019).
Si vous disposez d'ouvrages ou d'articles de référence ou si vous connaissez des sites web de qualité traitant du thème abordé ici, merci de compléter l'article en donnant les références utiles à sa vérifiabilité et en les liant à la section « Notes et références ».
Lars Levi Læstadius (10 janvier 1800 - 21 février 1861) est un prêtre luthérien suédois ayant en partie des origines sâmes. À partir du milieu des années 1840, il devient le chef de file du mouvement læstadien. C'est également un écrivain, un abstème et un botaniste.

## Biographie
Læstadius naît près d'Arjeplog au nord de la Suède. Son père fait vivre sa famille grâce à la chasse, la pêche et la fabrication de goudron de bois. Bien qu'issu d'un milieu  pauvre et grâce à l'aide d'un demi-frère prêtre à Kvikkjok, Lars Levi réussit à intégrer l'Université d'Uppsala en 1820 où il se révèle être un étudiant brillant. Tout en poursuivant ses études de théologie, il est nommé assistant au Département de Botanique, matière pour laquelle il montre un grand intérêt. Il est ordonné prêtre luthérien en 1825 par l'évêque de Härnösand, Erik Abraham Almquist. Il exerce son premier ministère dans la paroisse d'Arjeplog, comme missionnaire régional pour le District de Pite. De 1826 à 1849, il devient vicaire de la paroisse de Karesuando, puis de 1849 jusqu'à sa mort il sert enfin celle de Pajala. Avant de rejoindre Karesuando, il se marie avec Brita Cajsa Alstadius, femme samie de la région. Ensemble ils élèvent douze enfants.

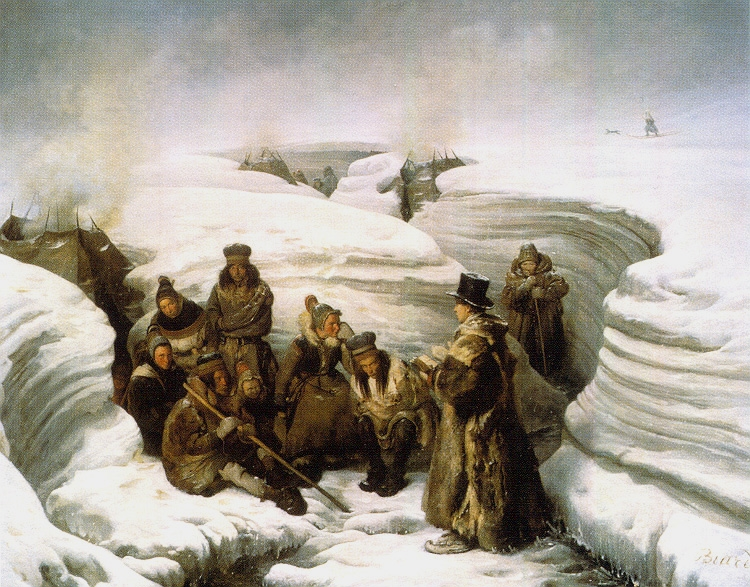
Le Pasteur Læstadius instruisant les Lapons, par François-Auguste Biard (1840).

En plus de ses charges paroissiales, il continue à s'intéresser à la botanique et écrit un grand nombre d'articles sur les plantes de sa région. Il participe, sous la direction scientifique du médecin de Marine et naturaliste français Joseph Paul Gaimard en tant que botaniste à l'expédition française en Laponie (1838-1840) connue sous le nom de Voyages de la commission scientifique du Nord. Dans le cadre de cette même expédition, il écrit un long traité sur la mythologie same. Celui-ci n'est pas publié avec les autres comptes-rendus et pendant de nombreuses années on le considère comme perdu. La dernière partie de son manuscrit n'est redécouverte qu'en 2001.
À l'époque où Læstadius arrive à l'église de Karesuando, la misère et l'alcoolisme y règnent largement. Bien que sa langue maternelle soit le suédois, Læstadius  parle également le dialecte same de Lule. Après une année passée à Karesuando, il peut également s'exprimer en finnois tornédalien et dans le dialecte same local. Il proclame généralement ses sermons en finnois, car c'est la langue la plus répandue dans la région, mais il lui arrive occasionnellement de prêcher en same ou en suédois.
Après avoir parfait sa formation à Härnösand, il devient ensuite doyen à Pajala en 1849 et visiteur des paroisses de Laponie.
Mais ses positions radicales quant à l'éthique chrétienne et à la morale, ses manières accusatrices vis-à-vis des paroissiens et de leurs péchés rencontrent à Pajala une certaine résistance qui conduit l'évêque en 1853 à décider de la tenue de deux services religieux distincts : pour les Laestadiens et pour les autres. Le Læstadianisme devient alors un mouvement en soi, sans jamais cependant se séparer de l'Église de Suède.
Læstadius meurt en 1861 à Pajala où un musée lui est dédié.

## Botanique
La première expédition botanique de Læstadius date de l'époque où il est étudiant. Plus tard l'Académie royale des sciences de Suède lui finance des voyages en Scanie et en Laponie pour étudier et dessiner les plantes, afin de consolider les bases des travaux de la botanique suédoise. Il devient un botaniste internationalement reconnu, membre de la Société botanique d'Édimbourg et de la Société royale des sciences d'Uppsala.
Lars Levi Læstadius a donné son nom à plusieurs plantes :
- Salix laestadiana
- Carex laestadii
- Papaver laestadianum